# Cicukang
Cicukang is een bestuurslaag in het regentschap Sukabumi van de provincie West-Java, Indonesië. Cicukang telt 5685 inwoners (volkstelling 2010).